# O que faz vibrar
O que faz vibrar è un singolo del gruppo musicale brasiliano Kaleidoscópio, pubblicato nel 2007.

## Tracce
1. O que faz vibrar – 2:38